# Jarrett Bush
(en) Statistiques sur pro-football-reference
Jarrett Lee Bush (né le 21 mai 1984 à Vacaville) est un joueur américain de football américain.

## Enfance
Bush étudie à la Will C. Wood High School de Vacaville et joue au poste de defensive back et wide receiver.

## Carrière

### Université
Il entre ensuite à l'université d'État d'Utah où il joue dans l'équipe de l'université. Lors de la saison 2005, il s'inscrit pour le draft de la NFL de 2006.

### Professionnelle
Jarrett Bush n'est sélectionné par aucune équipe lors du draft de 2006. Il signe ensuite un contrat comme agent libre avec les Packers de Green Bay. Il est défini comme le cornerback de réserve jouant, lors de sa première saison, seize matchs en rentrant en cours. En 2007, il est titularisé pour la première fois de sa carrière et joue quatorze matchs, effectuant 24 tacles.
Le 13 mars 2009, les Titans du Tennessee font une proposition de transfert pour Bush aux Packers, proposition refusé trois jours plus tard par la franchise du Wisconsin.
Lors de cette saison 2009, Bush joue trois matchs comme titulaire et intercepte sa première passe. Il tacle à dix-neuf reprises.
Lors du Super Bowl XLV, il remplace Charles Woodson au poste de cornerback. Il intercepte une passe de Ben Roethlisberger à destination de Michael Wallace. Cette interception permet le touchdown de Greg Jennings sur une passe d'Aaron Rodgers dans la continuité du match. Il tacle à cinq reprises lors de ce match et le remporte avec Green Bay.